# Двадцать лет спустя
«Двадцать лет спустя» (фр. Vingt ans après) — историко-приключенческий роман французского писателя Александра Дюма. Продолжение романа «Три мушкетёра», вторая книга трилогии Александра Дюма-отца о королевских мушкетёрах. Написан в 1845 году. В том же году была поставлена на сцене пьеса «Мушкетёры», созданная на основе романа.

## Сюжет
Действие романа происходит во время царствования малолетнего короля Людовика XIV при регентстве королевы Анны Австрийской — в 1648 году. Франция находится под управлением первого министра кардинала Мазарини. Страна ненавидит кардинала и находится на грани восстания Фронды.
К сорока годам господин д’Артаньян, перед которым в конце романа «Три мушкетёра» открывалась блестящая военная карьера, долгих двадцать лет остаётся лейтенантом королевских серых мушкетёров. Её Величество вдовствующая королева совсем забыла о прежних услугах отважного гасконца. Все его друзья-мушкетёры давно уволились со службы и исчезли из его жизни, а сам он так же давно превратился в обыкновенного бравого служаку, делящего время между нарядами в дворцовые караулы и приятным времяпрепровождением в обществе хозяйки гостиницы, фламандки Мадлен, где он квартирует уже много лет.
Тем не менее, по своему положению лейтенанта королевской гвардии, д’Артаньян продолжает играть при дворе серьёзную, если и не очень значительную, роль, а глубоко в душе он — всё тот же хитроумный и честолюбивый гасконский кадет, ждущий только случая отличиться.
Однажды на дежурстве, его внезапно вызывает Мазарини. д’Артаньян послан в Бастилию привезти заключённого, который оказывается его прежним врагом и старинным другом, графом Рошфором.
От Рошфора Мазарини получает уверения, что д’Артаньян — не простой офицер серых мушкетёров. Поняв, что за человек д’Артаньян, Мазарини сообщает королеве, что он привлёк на свою сторону известное лицо, которое так хорошо послужило Её Величеству двадцать лет назад. Королева чувствует за собой вину — ведь она позволила себе забыть услуги д’Артаньяна, передаёт Мазарини алмазное кольцо, подаренное в знак признательности д’Артаньяну двадцать лет назад (В час нужды тот продал его во имя службы Её Величеству, а королева потом выкупила его, но владельцу так и не вернула). Теперь же Анна Австрийская просит Мазарини вернуть подарок д’Артаньяну, но жадный Мазарини просто показывает гасконцу алмаз, намекая таким образом, что королева в курсе происходящего и д’Артаньян с товарищами-мушкетёрами снова нужен короне.
Для начала кардинал поручает д’Артаньяну поиски старых друзей. Но за 20 лет многое изменилось.
Арамис теперь аббат д'Эрбле, и всецело погружён в дела духовные и аполитичен. Или, во всяком случае, очень хочет, чтобы д’Артаньян думал именно так. Атос или граф де Ла Фер, кажется, только и занят, что заботами о своём пятнадцатилетнем воспитаннике, Рауле де Бражелоне, влюблённом в Луизу де Лавальер. Лишь по ночам что-то снедает Атоса, не давая спать. Только Портос с радостью прибавил бы на дверцу своей раззолоченной кареты геральдическую баронскую корону.
Герцог де Бофор ненавидит Мазарини за то, что Бофор, внук Генриха IV, потерял лучшие годы своей жизни, будучи заключенным в тюрьму. В тюрьме Бофор купил у одного из сторожей собаку Писташ, которую учил трюкам которые высмеивают Мазарини, рисовал карикатуры на эпизоды из жизни Мазарини и прочими способами выводил из себя господина де Шавиньи, коменданта Венсенского замка. К Бофору приставляют Гримо, который втайне является сообщником Атоса и Арамиса и хочет помочь герцогу выбраться. Гримо старается внушить Бофору как можно больше негативных эмоций, чтобы не вызывать подозрения со стороны начальства. Гримо даёт герцогу письмо от Марии де Монбазон, возлюбленной Бофора, тем самым доказывая свою верность, после подготовки к побегу герцога приглашает на обед надзиратель Ла Раме. На ужине присутствует пирог в который подложили верёвочную лестницу, два кинжала и грушу (кляп). Благодаря всем вышеперечисленным вещам герцог Бофор с Гримо успешно сбегают и встречают Атоса и Арамиса.
Одновременно с этим Атос с Раулем приезжают в Париж, чтобы повидать герцогиню де Шеврёз. В ходе разговора Атоса с герцогиней читатель узнаёт об одном из приключений Мари Мишон (имя герцогини де Шеврёз во время изгнания) из первой части трилогии о «Трёх мушкетёрах». Атос рассказывает герцогине, что они являются родными родителями Рауля, о чём тот не знает. Граф де Ла Фер и герцогиня де Шеврёз договариваются встретиться у аббата Скаррона.
Аббат Скаррон время от времени проводит встречи на которые могут приходить все желающие дворяне. Аббатом он зовётся не потому, что является духовным лицом, а потому, что получает доход с одного аббатства, к тому же он инвалид. И вот встречу, на которую пришли Атос с Раулем, посетили также много других аристократов. В особенности стоит отметить коадъютора Гонди, который ещё сыграет важную роль в романе. Также на этом мероприятии встречаются Атос и Арамис и обговаривают спасение герцога Бофора.
И вот, когда лейтенант д’Артаньян представляет кардиналу готового к услугам господина дю Валлона, приходит известие о побеге из-под ареста герцога Бофора. Мазарини, испугавшийся мести со стороны Бофора, отдаёт д’Артаньяну и Портосу приказ немедленно броситься в погоню.
После продолжительной скачки, убив по пути несколько противников, Портос и д’Артаньян настигают герцога во тьме ночи. Двое искусных фехтовальщиков посланы, чтобы остановить их. В схватке Портос разряжает в одного противников свой пистолет, и при вспышке выстрела неизвестные оказываются Атосом и Арамисом. По просьбе Атоса герцог Бофор отпускает д’Артаньяна и Портоса, и четыре друга договариваются встретиться на Королевской площади.
Читатель узнаёт, что во время погони за Бофором д’Артаньян и Портос случайно сбили Брусселя. Бруссель был тяжело ранен, но пользовался большой популярностью среди народа, поэтому толпа помогла ему добраться до дома. Дома его посещают большое количество важных лиц Фронды. О будущей судьбе Брусселя автор расскажет позже, а сейчас время рассказать о судьбе мушкетёров.
Портос и д’Артаньян, с одной стороны, и Атос с Арамисом, с другой стороны, встречаются на Королевской площади в назначенное время. Все приходят с оружием, не доверяя друг другу, и лишь Атос не теряет веру в их дружбу. После непродолжительного разговора все они клянутся больше никогда не скрещивать свои шпаги на кресте. И лишь д’Артаньян заметил, что крест этот принадлежит фрондерке де Лонгвиль, новой любовнице Арамиса.
Рауль, которого Атос отправил на военную службу, в это время направлялся во Фландрию вместе со своим слугой, Оливеном. Они ехали через Сен-Лисе, Вербери, Компьен. Все эти города также посещал другой дворянин, который обгонял Рауля на некоторое время. Рауль решил его догнать, так как тот тоже ехал в армию и был бы хорошим спутником. Рауль и Оливен узнали, что дворянин хочет заночевать в Нуайоне, и поэтому решили поехать туда на пароме. Когда они были уже возле реки, увидели дворянина со свитой, но он был слишком далеко и поэтому не услышал их. Во время переправы дворянин упал в реку, и Рауль спас его, после чего они познакомились, и оказалось, что дворянина зовут граф де Гиш, и между ними завязалась дружба.
Рауль, де Гиш, их слуги и воспитатель де Гиша, Арменж, направлялись к армии принца Конде, но по пути им встретился отряд из нескольких испанцев, которых Рауль и де Гиш со своими слугами смогли победить. Среди жертв испанцев был обнаружен бетюнский палач, который знаком читателю с прошлой части. У бетюнского палача была обнаружена смертельная рана, поэтому он просит Рауля и де Гиша отвести его в место где бы он мог исповедаться. Они нашли гостиницу и поехали дальше, искать священника. По пути им встретился человек, который сказал им что он священник. Они отвезли палача в гостиницу и так как очень торопились на битву, решили поехать к принцу. Через несколько минут в гостиницу приехал Гримо. Пока Гримо пил вино и узнавал сведения о Рауле, из комнаты, в которой происходила исповедь, раздался крик и ещё один через минуту. Когда Гримо с хозяином ворвались в запертую комнату — увидели, что в груди у палача кинжал, а монаха нигде не было.
Вот что произошло. Бетюнский палач начал исповедоваться перед монахом и когда рассказал про казнь Миледи всё, что знал, монах, в свою очередь, рассказал, что он не является монахом, и на самом деле сын Миледи по имени Мордаунт. Всё это узнает Гримо от палача, находящегося в предсмертном состоянии, и сразу же едет к Раулю чтобы рассказать ему, что планы меняются и едет в Париж к четверым мушкетёрам.
В это время Рауль с остальными ночует в гостинице, чтобы на следующий день присоединится к принцу Конде. На следующий день они уже присоединились к основной армии, но у принца Конде не было необходимой ему информации и поэтому Рауль посоветовал допросить пойманного ими испанца. В этом допросе Рауль проявил себя с хорошей стороны и заслужил похвалы от принца. После этого они прибыли на предполагаемое место битвы и принц сразу придумал план действий. Он поручил Раулю переслать письмо маршалу де Грамону, чтобы тот прислал сюда все свои войска.
Параллельно с этим четыре мушкетёра решили встретиться в трактире. Но в середине разговора к ним вмешался Гримо и рассказал обо всём вышеописанном. Все, кроме Атоса, отнеслись к этому негативно. Атос, который был самым хладнокровным к Миледи, на протяжении всего романа будет самым милосердным к Мордаунту.
В то же самое время в монастыре кармелиток за успех Карла I молятся две девушки — Генриетта Мария и Генриетта Анна, его супруга и дочь, соотвественно. После молитвы им докладывают о приходе гонца с письмом от Карла I. Оказалось, что гонца, знакомого читателям с первой части, зовут лорд Винтер, а в самом письме Карл говорит своей жене о том, что его поражение уже близко. Подписывается он «Карл, пока ещё король». Королева Англии объясняет Винтеру, что находится в немилости у кардинала Мазарини. Лорд Винтер надеется найти своих четырёх друзей. Одновременно с этим к кардиналу Мазарини приезжает гонец с письмом от Оливера Кромвеля. Оказывается, что гонца зовут Мордаунт и он ненавидит Карла I за то, что отнял у него дворянство и всё имущество, а в самом письме Оливер Кромвель просит Мазарини помочь ему в Гражданской войне. Мазарини отвечает, что он ещё рассмотрит этот вопрос. После ухода Мордаунта приходит Генриетта Мария.
Королева и кардинал встретились посреди стеклянной галереи, примыкавшей к кабинету Мазарини. Королева Генриетта пришла к министру с целью просить политического убежища для Карла I, в случае поражения в войне. В ходе разговора кардинал не дал конкретного ответа королеве, как и Кромвелю. Тем временем Мордаунт, уходя от кардинала, заметил лорда Винтера, сопровождающего королеву. Затем вышел из дворца, сел в седло и стал ожидать королеву на углу улицы. Спустя четверть часа с территории дворца выехал экипаж королевы за которым проследовал Мордаунт. Карета приехала к Лувру у которого Мордаунт скрылся и стал ожидать лорда Винтера.
Тем временем в Лувре ведут разговор лорд Винтер и королева. В ходе разговора у лорда Винтера возникает идея отыскать тех четырёх дворян с которыми он поймал Миледи. Он припоминает лишь имена графа де Ла Фер и господина д’Артаньяна. В это время приезжает Рауль с письмом от маршала де Граммона. Через Рауля лорд Винтер узнаёт об Атосе.
Затем лорд Винтер покинул королеву и принцессу с целью подготовиться к предприятию и отправится к Атосу. Но он встречается с Мордаунтом у себя дома. Тот щадит его на некоторое время, чтобы Винтер привёл его к мушкетёрам.
После этого Винтер идёт к Атосу. В ходе диалога выясняется, что д’Артаньян и Портос «мазаринисты», а Арамис — «фрондёр». Они решают передать Арамису письмо, в котором предупредят о встрече на Луврском мосту.

## Персонажи

### Мушкетёры
1. Д’Артаньян (господин д’Артаньян-сын) — мушкетёр, историческое лицо.
2. Атос (граф де Ла Фер) — мушкетёр; персонаж вымышлен Дюма с использованием имени реального исторического лица — Армана де Силлег д’Атос д’Отевьель.
3. Портос (барон дю Валлон) — мушкетёр; персонаж вымышлен Дюма с использованием имени реального исторического лица — Исаака де Порто.
4. Арамис (шевалье д’Эрбле) — мушкетёр. Персонаж придуман Дюма частично на основе реального исторического лица — Анри д’Арамица.

### Слуги мушкетеров
1. Планше — слуга д’Артаньяна, весёлый парижанин; в романе — почтенный буржуа, который принимает участие в событиях Фронды и снова становится помощником мушкетёров.
2. Гримо — слуга Атоса. Отличается крайней молчаливостью и сдержанностью, говорит односложно.
3. Базен — слуга Арамиса. Благочестив, как и его хозяин.
4. Мушкетон — лакей Портоса, впоследствии переименовавший себя в Мустона.

### Члены семей, близкие, знакомые
1. Мадлен — хозяйка гостиницы, фламандка, любовница д’Артаньяна.
2. Виконт Рауль де Бражелон — сын Атоса и герцогини де Шеврез. Воспитан своим отцом. Поступает на военную службу и отчасти оказывается втянутым в придворные интриги.
3. граф Рошфор — ближайший и, временами, единственный друг д’Артаньяна (после того как остальные мушкетёры уволились со службы и разъехались из Парижа кто куда). Вероятно, имеет реального исторического прототипа.

### Царствующие особы
1. король Франции Людовик XIV — В романе он ещё ребёнок, однако Дюма подчёркивает его самостоятельность, чувство собственного достоинства и зарождающуюся неприязнь к кардиналу Мазарини.
2. король Англии Карл I является одним из действующих лиц романа. Мушкетёры пытаются спасти короля от казни по поручению его супруги, королевы Генриетты, но их миссия оказывается неудачной.
3. королева Англии Генриетта Мария Французская, жена Карла I и сестра Людовика XIII.

### Служители Церкви
1. Кардинал Мазарини — фаворит и тайный супруг Анны Австрийской. Дюма считает его всего лишь «тенью всесильного кардинала» Ришельё; устами героев он неоднократно высмеивает жадность и мелочность Мазарини.
2. Коадъютор (кардинал Рец) — противник Мазарини, один из участников Фронды. В романе показан как один из организаторов выступлений против Мазарини

### Французская аристократия
1. Герцог де Бофор — внук Генриха IV, которому Гримо помогает бежать из Венсенского замка и принять участие во Фронде.
2. Герцогиня де Шеврёз — придворная дама, виконт де Бражелон — её сын, которому она отчасти покровительствует.

### Англичане
1. Оливер Кромвель — руководитель Английской революции.
2. Мордаунт — сын Миледи, помощник Оливера Кромвеля.

## Адаптации
- Пьеса Дюма и Маке «Мушкетёры» (1845)
- 1922 Двадцать лет спустя[фр.], Франция, киносериал (немой), режиссёр Анри Диаман-Берже[фр.]
- Мушкетёры двадцать лет спустя — режиссёр Георгий Юнгвальд-Хилькевич (Россия-Франция, 1992)
- Возвращение мушкетёров (фильм, 1989)